# Etruscologia

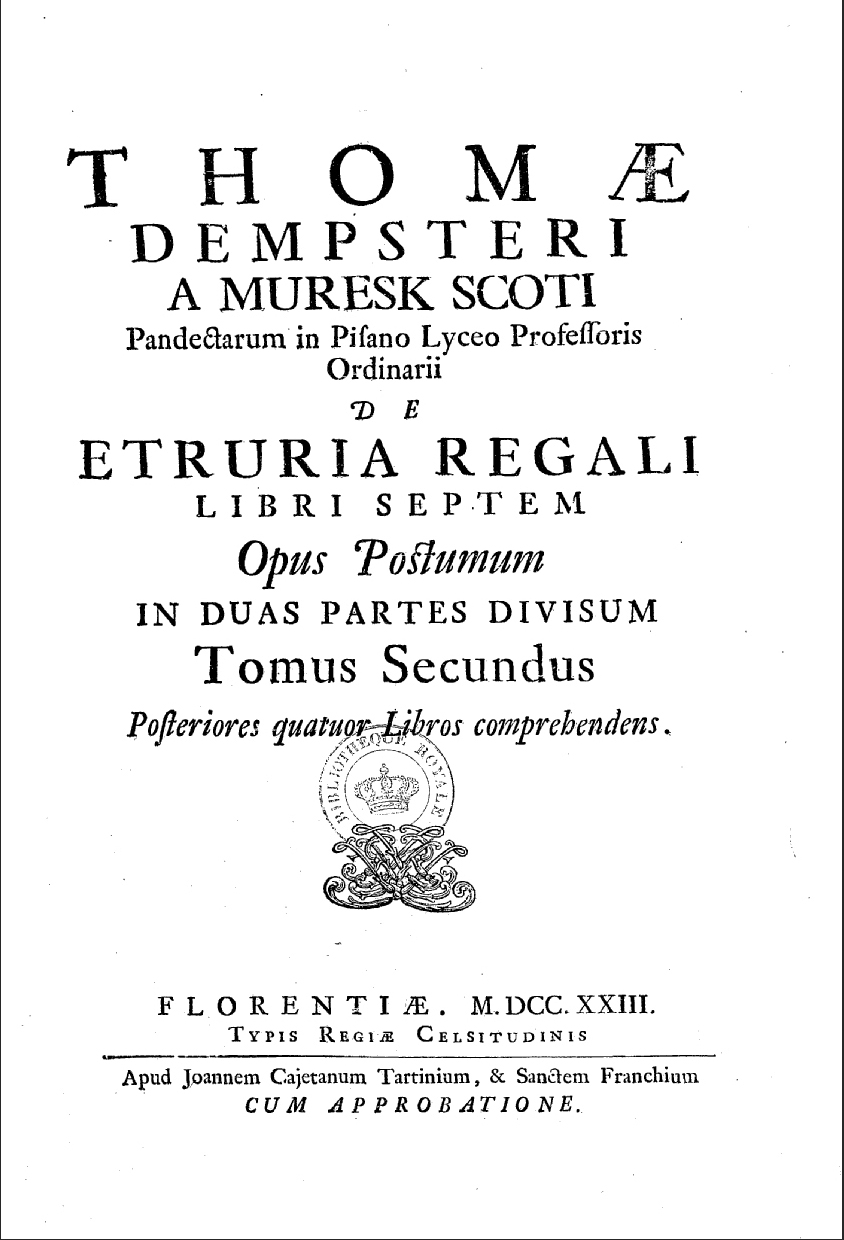
Frontespizio di De Etruria Regali nell'edizione del 1723

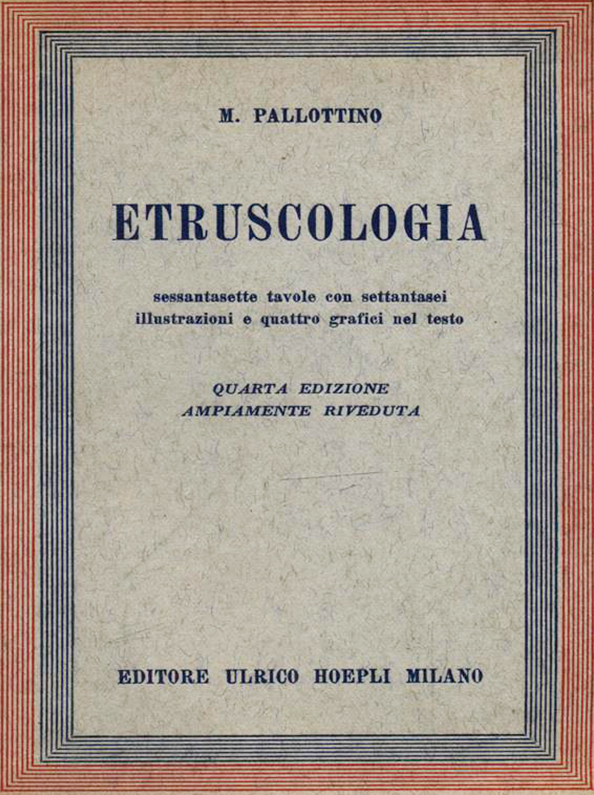
Copertina della quarta edizione (1957) di Etruscologia di Massimo Pallottino

L'etruscologia è lo studio della civiltà, dell’arte e della lingua etrusca.

## Storia
Gli Etruschi, pur essendo una civiltà letterata artefice della diffusione dell'alfabeto in tutta l'Italia centrale e settentrionale, non hanno lasciato testimonianze letterarie. Tutti i testi della letteratura etrusca, comprese le Tuscae historiae di cui un piccolo passo è ricordato da Censorino, sono andati perduti o distrutti, così come sono state smarrite le traduzioni latine. È arrivato fino a noi un corpus di circa 13 000 iscrizioni in lingua etrusca di carattere prevalentemente religioso, raccolte nel Corpus Inscriptionum Etruscarum (CIE) e nel Thesaurus linguae Etruscae (TLE). Esistono inoltre in forma di editio minor il Testimonia Linguae Etruscae (TLE) curato da Massimo Pallottino e l'Etruskische Texte (ET) curato da Helmut Rix.  Il Corpus Speculorum Etruscorum (CSE) invece raccoglie tutti gli specchi bronzei etruschi.
L'imperatore Claudio, amante della civiltà etrusca, suo appassionato studioso, e sposato con la etrusca Plauzia Urgulanilla, compose un'opera monumentale sugli Etruschi scritta in greco e suddivisa in venti libri dal titolo Τυρρηνικά (traslitterazione: Tyrrhenikà). Ma anche la monumentale opera di Claudio risulta perduta in epoca medievale. 
Importanti informazioni storiche sugli Etruschi ci vengono fornite dagli storici greci e romani, anche se in modo frammentato, contraddittorio e non organico: Erodoto, Ellanico di Lesbo, Livio, Dionigi di Alicarnasso. La maggioranza delle informazioni si ricavano così dalle numerose fonti archeologiche, presenti in buono stato di conservazione in tutti i territori che costituiscono ancora oggi l'antica Etruria.
Lo studioso e storico scozzese Thomas Dempster è considerato uno dei primi etruscologi. Al servizio del granduca di Toscana Cosimo II, Dempster scrisse De Etruria Regali Libri Septem in latino. La pubblicazione dell'opera di Dempster, che non ottenne l'imprimatur del granduca, avvenne solo molti anni più tardi, tra il 1723 e il 1726, grazie a Thomas Coke. L'opera fu edita dallo studioso Filippo Buonarroti, uno dei maggiori eruditi italiani della sua generazione. Buonarroti emendò il testo e aggiunse un apparato critico. La stampa di De Etruria Regali suscitò un enorme interesse nei confronti degli etruschi che coinvolse studiosi italiani come Anton Francesco Gori, Luigi Antonio Lanzi e Giuseppe Micali. Un supplemento in folio al De Etruria regali fu pubblicato da Giovan Battista Passeri, 1767.  
A partire dalla seconda metà del Novecento, l'archeologo Massimo Pallottino diede un forte impulso all'etruscologia, come disciplina autonoma rispetto agli studi della civiltà romana e greca. Oltre a Pallottino, etruscologi di spicco, passati e presenti, sono stati Ranuccio Bianchi Bandinelli, Mauro Cristofani, Giovanni Colonna, Giulio Giglioli, Giovannangelo Camporeale, Dominique Briquel, Jacques Heurgon e Larissa Bonfante.

## L'etruscologo
Dal momento che gli Etruschi ebbero una decisiva influenza sulla nascita e sviluppo della civiltà romana, molti etruscologi sono anche studiosi di storia, archeologia e cultura dell'antica Roma.
La rivista scientifica principale è Studi Etruschi, pubblicata annualmente dall'Istituto Nazionale di Studi Etruschi ed Italici con sede a Firenze. Più recente è la rivista statunitense Etruscan Studies: Journal of the Etruscan Foundation, che ha cominciato la pubblicazione nel 1994.

## Lista dei più importanti etruscologi
In ordine cronologico per nascita: 

### Antichità
- Publio Nigidio Figulo (98 a.C. – 45 a.C.)
- Claudio (10 a.C. – 54)

### 1500 - 1799
- Thomas Dempster (1579 – 1623) De Etruria Regali Libri Septem (1723-1726)
- Giovanni Maria Lampredi (1731 – 1793) Saggio sopra la filosofia degli antichi Etruschi (1756) e Governo civile degli antichi toscani e delle cause della lor decadenza (1760).
- Luigi Lanzi (1732 – 1810), Saggio di lingua etrusca e di altre antiche d’Italia (1789)
- James Millingen (1774 – 1845)
- Alessandro François (1796 – 1857)
- Karl Otfried Müller (1797 – 1840)

### XIX secolo
- Elizabeth Caroline Hamilton Gray (c. 1801–1887)
- Adolphe Noël des Vergers (1805 – 1867)
- George Dennis (1814 – 1898)
- Wilhelm Paul Corssen (1820 – 1875)
- Wilhelm Deecke (1831 – 1897)
- Gian Francesco Gamurrini (1835 – 1923)
- Isidoro Falchi (1838 – 1914)
- Carl Pauli (1839 – 1901)
- Gustav Körte (1852 – 1917)
- Stéphane Gsell (1864 – 1932)
- Pericle Ducati (1880 – 1944)
- Antonio Minto (1880 – 1954)
- Giulio Giglioli (1886 – 1956)
- Eva Fiesel (1891 – 1937)

### XX secolo
1900
- Ranuccio Bianchi Bandinelli (1900 – 1975)
- Otto Brendel (1901 – 1973)
- Jacques Heurgon (1903 – 1995)
- Giuliano Bonfante (1904 – 2005)
- Franz De Ruyt (1907 – 1992)
- Vladimir Ivanov Georgiev (1908 – 1986)
- Massimo Pallottino (1909 – 1995)

1910
- Otto Wilhelm von Vacano (1910 – 1997)
- Ambros Josef Pfiffig (1910 – 1998)
- Emeline Hill Richardson (1910 – 1999)
- Tobias Dohrn (1910 – 1990)
- Raymond Bloch (1914 – 1997)
- Guglielmo Maetzke (1915 – 2008)

1920
- Sybille Haynes (1926)
- Helmut Rix (1926 – 2004)
- Erika Simon (1927 – 2019)
- Roger Lambrechts (1927 – 2005)

1930
- Larissa Bonfante (1931 – 2019)
- Carlo De Simone (1932)
- Giovannangelo Camporeale (1933 – 2017)
- Giovanni Colonna (1934)
- Luciana Aigner-Foresti (1936)
- Luciano Agostiniani (1939 – 2022)

1940
- Peter Siewert (1940)
- Mauro Cristofani (1941 – 1997)
- Friedhelm Prayon (1941)
- Dominique Briquel (1946)
- Eugen Mavleev (1947/48 – 1997)

1960
- Martin Bentz (1961)
- Simona Marchesini (1963)